# Mixer (plataforma)
Mixer fue una plataforma de vídeos por streaming de Microsoft que nació tras la compra de la compañía Beam, realizada el 11 de agosto de 2016. La plataforma permitía la retransmisión en directo desde Windows 10 o Xbox One. Además, se encontraba disponible para dispositivos iOS y Android.
Al igual que otros servicios de streaming, Mixer se enfocaba en los videojuegos, incluidos los juegos de videojuegos y la transmisión en vivo, pero se distinguía principalmente por las características diseñadas para permitir a los espectadores interactuar con las transmisiones. Usando un kit de desarrollo de software (SDK), las características se podían integrar en los juegos para permitir que los usuarios afectaran el juego o votaran sobre los elementos utilizando los botones que se mostraban junto a la transmisiónː los usuarios de Windows 10 podían utilizar una tecla de acceso directo para abrir el programa en el PC y podían ver tanto reloj, como la secuencia de juego sin necesidad de descargar ningún software externo. El 25 de mayo de 2017, Microsoft cambió el nombre de Beam a "Mixer".
El 22 de junio de 2020, Microsoft anunció el cese de Mixer el 22 de julio de 2020, esto para asociarse con Facebook Gaming.

## Hechos importantes
El 11 de agosto de 2016, Beam fue adquirida por Microsoft por un monto no revelado. El equipo del servicio se integró en la división de Xbox. El 26 de octubre de 2016, Microsoft anunció que Beam se integraría en Windows 10. Beam también se integró en Xbox One en la actualización de software de marzo de 2017.
El 25 de mayo de 2017, Microsoft anunció que Beam había sido rebautizada como Mixer. El cambio de marca se produjo junto con la introducción de varias características nuevas, como la capacidad para que un usuario aloje hasta otras tres transmisiones en su canal a la vez, así como la aplicación móvil complementaria Mixer Create disponible para las plataformas iOS y Android. También se anunció que Mixer recibiría una integración de alto nivel en el panel de control de Xbox One.
El 22 de junio de 2020, Microsoft anunció que Mixer daría de baja sus servicios 22 de julio de 2020 para asociarse con la plataforma Facebook Gaming. Debido a su cierre, los contratos exclusivos que poseía Mixer con diversos streamers quedaban anulados, por lo cual estos quedarían libres para ejercer en cualquier otra plataforma.

## Características
- Plataforma propia de Streaming.
- Integración en Xbox One.
- Selección de sonidos y elementos visuales en transmisiones.[4]
- Transmisiones compartidas de hasta 4 jugadores.[4]
- Interacción de espectadores.[4]
- Chat centralizado.[4]
- Transmisión de contenido con menos de un segundo de latencia, mediante tecnología FTL (Faster Than Light).[5]
- Microsoft Mixer apuesta por los deportes electrónicos.[15]
- Recompensas dentro de los juegos por ver sus transmisiones.[16]